# Martoeni (gewest)
Martoeni of Varanda (Armeens: Մարտունի, Վարանդա, Waránda; Azerbeidzjaans: Xocavənd, Chodzjavend) was een gewest in de internationaal niet-erkende republiek Nagorno-Karabach met de gelijknamige stad als hoofdplaats. Het gewest was 951 km² groot, had ongeveer 24.300 inwoners (2015) en was onderverdeeld in 36 gemeenten.
Als gevolg van de Azerbeidzjaanse aanval op Nagorno-Karabach in 2023 kwam dit gewest onder Azerbeidzjaanse controle.

## Achtergrond
Martoeni bestond uit het deel van de voormalige Nagorno-Karabachse Autonome Oblast dat het verst naar het oosten reikte en in het westen bijna aan Stepanakert grenst. De meest oostelijke uitstulping werd gecontroleerd door Azerbeidzjan. Het westelijk deel is heuvelachtig, met veel kleine dorpen. Het oostelijk deel is vlak, met minder dorpen. Hier ligt het grotere regionale centrum Martoeni. De gemiddelde hoogte is ongeveer 400 meter, de toppen hebben hoogten van 1200 tot 1500 m. Het gewest Martoeni had 35 dorpen en één stad. In 2015 telde het 24.300 inwoners. De bevolking hield zich voornamelijk bezig met graanteelt, wijnbouw, tuinbouw en veeteelt. In de bodem komt marmer voor.

## Amaras
Een bezienswaardigheid is het Amarasklooster uit de 4e eeuw, een van de oudste kloosters in het voormalig Koninkrijk Armenië. Na de verovering van geheel Nagorno-Karabach in 2023 ging Azerbeidzjan over tot culturele toe-eigening van Armeens cultureel erfgoed, waaronder het Amarasklooster. De Azerbeidzjaanse autoriteiten stelden dat het klooster niet Armeens was, maar historische behoorde tot Kaukasisch Albanië.
Askeran · Hadroet · Kasjatag · Mardakert · Martoeni · Sjahoemian · Sjoesji · Stepanakert